# Lijst van beelden in Doesburg
Dit is een (onvolledige) chronologische lijst van beelden in Doesburg. Onder een beeld wordt hier verstaan elk driedimensionaal kunstwerk in de openbare ruimte van de Nederlandse gemeente Doesburg, waarbij beeld wordt gebruikt als verzamelbegrip voor sculpturen, standbeelden, installaties, gedenktekens en overige beeldhouwwerken.
| Geplaatst | Omschrijving                                       | Kunstenaar                      | Straat                                                       | Plaats   | Materiaal             | Afbeelding |
| --------- | -------------------------------------------------- | ------------------------------- | ------------------------------------------------------------ | -------- | --------------------- | ---------- |
| 1940      | Monument voor Nederlandse Militairen               | onbekend                        | Flugi van Aspermontlaan                                      | Doesburg | Natuursteen           |            |
| 1941      | Sint Maarten                                       | Niek van der Schaft             | Koepoortstraat / Roggestraat                                 | Doesburg |                       |            |
| 1952      | Plaquette t.g.v. de opening van de IJsselbrug      | onbekend                        | Ellecomsedijk, bij de Alexander Ver Huellbrug (huidige naam) | Doesburg | Baksteen, koper/brons |            |
| 1968      | Oorlogsmonument (plaquette)                        | G. Kok                          | Koepoortstraat 1, zijgevel stadhuis                          | Doesburg | Brons                 |            |
| 1993      | Vredesmonument                                     | Jan Wolkers                     | Kerkstraat                                                   | Doesburg | Glas                  |            |
| 1994      | Willem de Vaynes van Brakell                       | Pieter Snijders                 | Van Brakellhofje                                             | Doesburg | Brons                 |            |
| 1995      | IJsselmeermin                                      | Rini Dado                       | Hoek Roggestraat / Philippus Gastelaarsstraat                | Doesburg |                       |            |
| 1997      | Groeivorm                                          | Theo Renirie                    | Paardenmarkt, kruidentuin                                    | Doesburg |                       |            |
| 1997      | Paard                                              | Theo Renirie                    | Paardenmarkt                                                 | Doesburg | Brons                 |            |
| 2000      | Plaquette                                          | Theo Renirie en Pieter Snijders | Torensteeg, voormalige synagoge                              | Doesburg | Brons                 |            |
| 2006      | Passi d' Oro; wandelaars                           | Roberto Barni                   | IJsselkade                                                   | Doesburg |                       |            |
| 2015      | Muurgedicht                                        | Afke Kerkhoven                  | Koepoortstraat                                               | Doesburg | steen                 |            |
|           | Oma met kleinkind                                  | Theo Renirie                    | Markt                                                        | Doesburg | Brons                 |            |
|           | Mariënbeeld                                        |                                 | Veerpoortstraat                                              | Doesburg |                       |            |
|           | Zittende vrouw met boek                            |                                 | Meipoortwal 1 Algemene Begraafplaats                         | Doesburg |                       |            |
| Ca 2005?  | Zonder titel                                       | Ad van den Brink                | IJsselkade                                                   | Doesburg | (Natuur)steen, brons  |            |
| 2015      | Plaquette met de tekst Niet zwijgen, maar getuigen |                                 | Gasthuisstraat 41, Gasthuis kerk                             | Doesburg |                       |            |
| 2015      | Balustrade volkslied en canon                      | Lars Courage                    | Turfhaven                                                    | Doesburg | cortenstaal           |            |